# Bogdan Nowak
Bogdan Narcyz Nowak (ur. 3 sierpnia 1965 w Krakowie) – polski samorządowiec, lotnik i przedsiębiorca, emerytowany wojskowy, w latach 2013–2016 członek zarządu województwa lubuskiego, od 2013 do 2014 w randze wicemarszałka.

## Życiorys
Pochodzi z Krakowa. Absolwent Liceum Lotniczego w Zielonej Górze. W Wyższej Oficerskiej Szkole Lotniczej w Dęblinie uzyskał stopień podporucznika inżyniera pilota, a na Wydziale Lotnictwa i Obrony Powietrznej Akademii Obrony Narodowej – kapitana dyplomowanego. Kształcił się podyplomowo z audytu energetycznego budynków na Wydziale Inżynierii Lądowej i Środowiska Uniwersytetu Zielonogórskiego.
W latach 1984–2005 służył w Siłach Powietrznych na stanowiskach: pilota, starszego pilota, dowódcy klucza, zastępcy dowódcy eskadry, dowódcy eskadry, zastępcy dowódcy pułku, starszego specjalisty w Zespole Zabezpieczenia Szkolenia Lotniczego Grupy ds. Wdrożenia F-16. Jednocześnie w latach 1983–2003 czynnie uprawiał sporty lotnicze w Aeroklubie Ziemi Lubuskiej, będąc członkiem kadry Polski juniorów w akrobacji samolotowej i współzałożycielem grupy akrobacyjnej „Żelazny”. W 2005 przeszedł na emeryturę wojskową, następnie zajął się prowadzeniem działalności gospodarczej w zakresie audytu energetycznego budynków. Od 2005 do 2010 był także dyrektorem ds. marketingu i współpracy zagranicznej w firmie z branży medycznej LFC. Do 2013 pracował jako wicedyrektor Departamentu Infrastruktury i Komunikacji Urzędu Marszałkowskiego Województwa Lubuskiego.
Został członkiem Platformy Obywatelskiej. 10 czerwca 2013 został wybrany wicemarszałkiem województwa lubuskiego, odpowiedzialnym m.in. za infrastrukturę drogową, kolejową i lotniczą, energetykę oraz światłowody. W 2014 bez powodzenia kandydował do sejmiku lubuskiego. 1 grudnia 2014 w nowym zarządzie województwa przeszedł na fotel członka. 16 maja 2016 zrezygnował z tego stanowiska w związku z powiększeniem koalicji rządzącej o Sojusz Lewicy Demokratycznej (formalnie z przyczyn osobistych). Przeszedł wówczas na stanowisko sekretarza Urzędu Marszałkowskiego.

## Życie prywatne
Mieszka w Czerwieńsku. Żonaty, ma syna i córkę.